# Martin Wild
Martin Wild (* 2. Dezember 1952 in Garmisch-Partenkirchen) ist ein ehemaliger deutscher Eishockeyspieler und -trainer.

## Karriere
Er spielte von 1969 bis 1980 in der Bundesliga beim SC Riessersee, mit dem er 1979 Deutscher Meister wurde und dann für den Kölner EC, bevor er in die 2. Liga erst zum ERC Freiburg und dann zum Duisburger SC wechselte und dort seine Spielerkarriere 1985 beendete.
International spielte er für die deutsche Eishockeynationalmannschaft bei der Eishockey-Weltmeisterschaft 1978 und bei den Olympischen Winterspielen 1972 und 1980.
Von 1984 bis 1986 übernahm er das Traineramt beim Duisburger SC, bevor er in der Saison 1987/88 beim EC Bad Tölz, bei der EA Schongau und beim Duisburger SC tätig war. 1988/89 übernahm er das Traineramt beim Deggendorfer EC. 1990/91 bis 1992/93 übernahm er erneut das Traineramt bei der EA Schongau.